# Devid Bouah
Devid Eugene Bouah (Roma, 13 agosto 2001) è un calciatore italiano, centrocampista della Carrarese.

## Caratteristiche tecniche
È un esterno che agisce lungo tutta la fascia destra, dotato di una buona corsa e un buon dribbling.

## Carriera

### Club

#### Gli inizi con la Roma
Nel corso degli anni di militanza tra le fila delle giovanili della Roma, Bouah ha subito due gravi infortuni che interessarono la rottura di entrambi i crociati.

#### I prestiti a Cosenza e Teramo
Saltata la stagione 2019-2020 proprio a causa dell'ultimo infortunio, la stagione successiva la società decise di girarlo in prestito al Cosenza, con cui trova però poco spazio venendo impiegato in undici partite e solamente in due occasioni da titolare.
Con la prospettiva di dare al giocatore maggiori possibilità, la stagione successiva viene ceduto, nuovamente in prestito al Teramo in Serie C.
Utilizzato maggiormente rispetto alla stagione passata, il terzino destro viene frenato per due volte nel corso della stagione da due infortuni, riuscendo a mettere insieme 21 presenze tra campionato e coppe. 

#### Il trasferimento al Sud: Reggina e Catania
Il 1º settembre 2022 viene ceduto a titolo definitivo alla Reggina. Con la formazione amaranto ha trovato poco spazio in cadetteria nel corso della stagione totalizzando soltanto nove presenze e realizzando l'unica rete personale contro il Brescia, match valido per la 34ª giornata di Serie B.
La stagione successiva ha visto il passaggio di Bouah dalla Reggina al Catania; nell'arco dell'annata sportiva, l'esterno destro viene impiegato con buona frequenza divenendo titolare della fascia destra. Fermato da qualche infortunio, ha giocato complessivamente 36 partite in stagione tra campionato, coppa di categoria e play-off. In particolare in Coppa Italia ha giocato sette partite, inclusa la finale di ritorno da titolare che ha visto il Catania conquistare il trofeo per la prima volta nella storia.

#### Carrarese
Il 28 agosto 2024 viene ceduto a titolo definitivo alla Carrarese, club neo promosso in Serie B. Il 1º settembre è stato inserito nella formazione titolare per la quarta giornata del campionato cadetto e ha siglato la rete del momentaneo uno a uno, mettendosi in mostra nonostante poi la squadra venga sconfitta dal Catanzaro. Nel corso del campionato viene impiegato soprattutto a partita in corso e alla fine della stagione ha giocato 30 partite e realizzato tre reti.

## Statistiche

### Presenze e reti nei club
Statistiche aggiornate al 13 maggio 2025.
| Stagione        | Squadra         | Campionato      | Campionato | Campionato | Coppe nazionali | Coppe nazionali | Coppe nazionali | Coppe continentali | Coppe continentali | Coppe continentali | Altre coppe | Altre coppe | Altre coppe | Totale | Totale |
| Stagione        | Squadra         | Comp            | Pres       | Reti       | Comp            | Pres            | Reti            | Comp               | Pres               | Reti               | Comp        | Pres        | Reti        | Pres   | Reti   |
| --------------- | --------------- | --------------- | ---------- | ---------- | --------------- | --------------- | --------------- | ------------------ | ------------------ | ------------------ | ----------- | ----------- | ----------- | ------ | ------ |
| feb. 2018       | Roma            | A               | 0          | 0          | CI              | -               | -               |                    | -                  | -                  |             | -           | -           | 0      | 0      |
| 2020-2021       | Cosenza         | B               | 11         | 0          | CI              | 2               | 0               |                    | -                  | -                  |             | -           | -           | 13     | 0      |
| 2021-2022       | Teramo          | C               | 19         | 0          | CI-C            | 2               | 0               |                    | -                  | -                  |             | -           | -           | 21     | 0      |
| 2022-2023       | Reggina         | B               | 9          | 1          | CI              | -               | -               |                    | -                  | -                  |             | -           | -           | 9      | 1      |
| 2023-2024       | Catania         | C               | 24+4       | 2+1        | CI-C            | 6               | 0               |                    | -                  | -                  |             | -           | -           | 34     | 3      |
| ago. 2024       | Catania         | C               | 0          | 0          | CI+CI-C         | 1+1             | 0               |                    | -                  | -                  |             | -           | -           | 2      | 0      |
| Totale Catania  | Totale Catania  | Totale Catania  | 24+4       | 2+1        |                 | 8               | 0               |                    | -                  | -                  |             | -           | -           | 36     | 3      |
| 2024-2025       | Carrarese       | B               | 30         | 3          | CI              | -               | -               |                    | -                  | -                  |             | -           | -           | 30     | 3      |
| Totale carriera | Totale carriera | Totale carriera | 93+4       | 6+1        |                 | 12              | 0               |                    | -                  | -                  |             | -           | -           | 109    | 7      |

## Palmarès
- Coppa Italia Serie C: 1

Catania: 2023-2024